# Clinocera ditaeniata
Clinocera ditaeniata är en tvåvingeart som beskrevs av Mario Bezzi 1909. Clinocera ditaeniata ingår i släktet Clinocera och familjen dansflugor. Inga underarter finns listade i Catalogue of Life.